# Ilagan

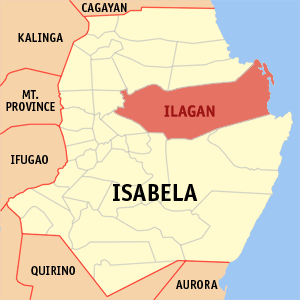
Ilagans läge i Isabela

Ilagan är en ort i Filippinerna och är administrativ huvudort för provinsen Isabela, i regionen Cagayandalen.
Ilagan räknas officiellt inte som stad utan är en kommun. Kommunen har totalt 119 990 invånare (folkräkning 1 maj 2000) varav endast 10 procent bor i centralorten. Kommunen är uppdelad i 91 smådistrikt, barangayer, varav 82 är klassificerade som landsbygdsdistrikt och endast 9 som tätortsdistrikt.